# Diana Dmytryschyn
Diana Ljubomyriwna Dmytryschyn (ukrainisch Діана Любомирівна Дмитришин, wiss. Transliteration Diana Dmytryšyn; * 25. April 2002 in Lwiw, Ukraine) ist eine ukrainische Handballspielerin, die für den ukrainischen Erstligisten HK Halytschanka Lwiw aufläuft.

## Karriere

### Hallenhandball
Dmytryschyn gehört seit der Saison 2018/19 dem Erstligakader von HK Halytschanka Lwiw an, bei dem sie anfangs auf der Position Rechtsaußen spielte. Im Laufe der Zeit rückte die Linkshänderin auf die Position Rückraum rechts. Mit Halytschanka gewann sie 2019, 2020, 2021, 2022 und 2024 die ukrainische Meisterschaft sowie 2019, 2020, 2021 und 2024 den ukrainischen Pokal. In einem Punktspiel der Saison 2023/24 zog sie sich eine Sprunggelenkfraktur zu.
Dmytryschyn nahm mit der ukrainischen Jugendnationalmannschaft an einem Turnier mit Nationalmannschaften teil, die sich nicht für die U-17-Europameisterschaft 2019 qualifizieren konnten. Mit der Ukraine belegte sie den dritten Platz von zehn Mannschaften. Dmytryschyn belegte mit 36 Treffern den sechsten Platz in der Torschützenliste des Turniers. Ebenfalls 2019 lief sie für die ukrainische Juniorinnennationalmannschaft am Ersatzturnier für nicht an der U-19-Europameisterschaft qualifizierte Nationalteams auf. Auch bei diesem Turnier belegte Dmytryschyn, die insgesamt 21 Treffer erzielte, mit der Ukraine den dritten Platz. Mittlerweile gehört Dmytryschyn dem Kader der ukrainischen Nationalmannschaft an.

### Beachhandball
Dmytryschyn gehörte dem Kader der ukrainischen Jugend-Beachhandballnationalmannschaft an, mit der sie an der U-16-Beachhandball-Europameisterschaft 2016, an der U-17-Beachhandball-Europameisterschaft 2017 und an der U-18-Beachhandball-Europameisterschaft 2018 teilnahm. Im Jahr 2018 nahm sie mit Mitspielerinnen ihrer Vereinsmannschaft Halytschanka an der ukrainischen Beachhandball-Meisterschaft teil und wurde Vizemeisterin.